# Drosophila fairchildi
Drosophila fairchildi är en tvåvingeart som beskrevs av Pipkin och Heed 1964. Drosophila fairchildi ingår i släktet Drosophila och familjen daggflugor.

## Utbredning
Artens utbredningsområde är Panama.